# Komorowo (gromada w powiecie ostrowskim)
Komorowo – dawna gromada, czyli najmniejsza jednostka podziału terytorialnego Polskiej Rzeczypospolitej Ludowej w latach 1954–1972.
Gromady, z gromadzkimi radami narodowymi (GRN) jako organami władzy najniższego stopnia na wsi, funkcjonowały od reformy reorganizującej administrację wiejską przeprowadzonej jesienią 1954 do momentu ich zniesienia z dniem 1 stycznia 1973, tym samym wypierając organizację gminną w latach 1954–1972.
Gromadę Komorowo z siedzibą GRN w Komorowie utworzono – jako jedną z 8759 gromad na obszarze Polski – w powiecie ostrowskim w woj. warszawskim, na mocy uchwały nr VI/10/11/54 WRN w Warszawie z dnia 5 października 1954. W skład jednostki weszły obszary dotychczasowych gromad Antoniewo, Komorowo, Lubiejewo Nowe, Lubiejewo Stare i Stok ze zniesionej gminy Komorowo w tymże powiecie. Dla gromady ustalono 18 członków gromadzkiej rady narodowej.
31 grudnia 1959 do gromady Komorowo przyłączono obszar zniesionej gromady Sielc w tymże powiecie.
31 grudnia 1961 do gromady Komorowo włączono wsie Pałapus Szlachecki, Pałapus Włościański, Sulęcin-Kolonia i Zakrzewek ze zniesionej gromady Sulęcin Szlachecki w tymże powiecie.
Gromada przetrwała do końca 1972 roku, czyli do kolejnej reformy gminnej.